# Bruno Corbucci
Bruno Corbucci (* 23. Oktober 1931 in Rom; † 7. September 1996 ebenda) war ein italienischer Filmregisseur und Drehbuchautor.

## Leben
Corbucci war der jüngere Bruder von Sergio Corbucci. Zunächst war er ab Mitte der 1950er als Drehbuchautor aktiv, besonders oft – wie in seiner ganzen Karriere – für Komödien, zunächst mit Totò, später mit Franco & Ciccio. Sein erster Film als Regisseur war die James-Bond-Parodie James Tont operazione U.N.O. Einer seiner seltenen rein ernsthaften Filme ist der Italowestern Im Staub der Sonne (Spara, Gringo, spara) (1968).
Seine Drehbücher entstanden oft in Zusammenarbeit mit Mario Amendola; bei seinen etwa 50 eigenen Filmen stechen die Polizeifilm-Reihe um Nico Giraldi (im Deutschen Tony Marroni), dem von Tomás Milián dargestellten „Superbullen“, hervor, sowie einige späte Komödien von Bud Spencer und Terence Hill.
Bei einigen Filmen verwendete er die Pseudonyme Frank B. Corlish und Dean Whitcomb.

## Filmografie (Auswahl)

### Regie
- 1965: James Tont – Operation UNO (James Tont operazione U.N.O.)
- 1965: Questo pazzo, pazzo mondo della canzone
- 1965: James Tont operazione D.U.E.
- 1966: Ringo e Gringo contro tutti
- 1967: Spia, spione
- 1967: Wer zuletzt lacht, lacht am besten (Riderà!)
- 1968: Die tolldreisten Kerle vom Löschzug 34 (I due pompieri)
- 1968: Im Staub der Sonne (Spara, gringo, spara)
- 1969: Lisa dagli occhi blu
- 1969: Isabella – Mit blanker Brust und spitzem Degen (Isabella, duchessa dei diavoli)
- 1970: Nel giorno del Signore
- 1970: Meteore auf dem Asphalt (Bolidi sull'asfalto a tutta birra!)
- 1970: Zwei Trottel in Afrika (Due bianchi nell'Africa nera)
- 1971: Als die Frauen das Bett erfanden (Quando gli uomini armarono la clava e… con le donne fecero din-don)
- 1972: Boccaccio
- 1972: Il prode Anselmo e il suo scudiero
- 1973: Alle für einen – Prügel für alle (Tutti per uno… botte per tutti)
- 1974: Il trafficone
- 1974: Prügel, daß die Fetzen fliegen (A forza di sberle)
- 1976: Die Strickmütze (Squadra antiscippo)
- 1976: Hippi Nico von der Kripo (Squadra antifurto)
- 1977: Superbulle schlägt wieder zu (Squadra antitruffa)
- 1977: Der Superbulle räumt die Wüste auf (Il figlio dello sceicco)
- 1977: Messalina – Kaiserin und Hure (Messalina! Messalina!)
- 1977: Safari Express
- 1978: Der Superbulle jagt den Paten (Squadra antimafia)
- 1979: Der Superbulle jagt den Ripper (Assassinio sul Tevere)
- 1979: Ein Superbulle gegen Amerika (Squadra antigangsters)
- 1980: Elfmeter für den Superbullen (Delitto a Porta Romana)
- 1981: Ein Schlitzohr außer Rand und Band (Delitto al ristorante cinese)
- 1981: Zwei tote Hosen sahnen ab! (Uno contro l'altro… praticamente amici)
- 1982: Das Schlitzohr vom Highway 101 (Delitto sull'autostrada)
- 1982: Das verhexte Haus (La casa stregata)
- 1983: Bud, der Ganovenschreck (Cane e gatto)
- 1983: Don Camillo und das Schlitzohr (Il diavolo e l'acquasanta)
- 1983: Formel I und heiße Mädchen (Delitto in Formula Uno)
- 1984: Ein Superesel auf dem Ku'Damm (Delitto al Blue Gay)
- 1985: Die Miami Cops (Miami Supercops)
- 1986: Aladin (Superfantagenio)
- 1987: Rimini Rimini – un anno dopo

### Drehbuch
- 1957: A vent’anni è sempre festa – Regie: Vittorio Duse
- 1958: Don Vesuvio und das Haus der Strolche (Don Vesuvio – Il bacio del sole) – Regie: Siro Marcellini
- 1960: Chi si ferma è perduto – Regie: Sergio Corbucci
- 1961: I soliti rapinatori a Milano – Regie: Giulio Petroni
- 1961: I magnifici tre
- 1962: Der Sohn des Spartakus (Il figlio di Spartacus) – Regie: Sergio Corbucci
- 1965: Cuatro dólares de venganza
- 1966: Django
- 1966: Irren ist tödlich (Per qualche dollaro in meno)
- 1967: Die gnadenlosen Zwei (Odio per odio)
- 1968: Mein Leben hängt an einem Dollar (Dai nemici mi guardo io!)
- 1968: Leichen pflastern seinen Weg (Il grande silenzio)
- 1968: Django – Die Totengräber warten schon (Quella sporca storia nel west)
- 1969: Zwei Trottel als Revolverhelden (Franco e Ciccio sul sentiero di guerra) – Regie: Aldo Grimaldi
- 1971: Dracula im Schloß des Schreckens (Nella stretta morsa del ragno)
- 1973: Little Kid und seine kesse Bande (Kid il monello del west)
- 1975: Africa Express
- 1976: Das Hotel der heißen Teens (L’affittacamere) – Regie: Mariano Laurenti
- 1976: Safari Express
- 1978: Zwei sind nicht zu bremsen (Pari e dispari)
- 1980: Der Kuckuck (Il lupo e l’agnello) – Regie: Francesco Massaro
- 1980: Leinen los – wir saufen ab (Mi faccio la barca) – Regie: Sergio Corbucci
- 1981: Banana Joe
- 1981: Zwei Asse trumpfen auf (Chi trova un amico, trova un tesoro)
- 1987: Rimini Rimini – Regie: Sergio Corbucci
- 1987: Roba da ricchi – Regie: Sergio Corbucci
- 1989: Finalmente venerdì – Regie: Davide Rampello
- 1997: Virtual Weapon (Cyberflic)